# Tsukamurella
Tsukamurella es un género de bacterias grampositivas, el único de la familia Tsukamurellaceae. Se trata de un grupo de bacterias en forma de bacilos, aerobias, parcialmente ácido-alcohol resistentes, muy relacionadas con los géneros Gordonia, Nocardia, Corynebacterium, Rhodococcus y Williamsia. Tiene una distribución ubicua, encontrándose tanto en suelos como en aguas y en ambientes muy diversos del planeta. Además, algunas especies pueden producir infecciones en humanos, principalmente bacteriemia e infecciones oculares, aunque es un microorganismo muy poco frecuente en la clínica.  

## Historia
El primer aislamiento documentado de esta bacteria fue en 1941, a partir de un micetoma y ovarios de chinches de cama (Ciex lectularius), y se describió como Corynebacterium paurometabolum. Posteriormente, también se denominó Gordona aurantiaca tras ser aislada del esputo de pacientes con enfermedad pulmonar crónica, y más tarde se describió como agente patógeno. También ha recibido el nombre de Rhodococcus aurantiacus, hasta que finalmente, en 1988 se unificaron bajo el nombre de Tsukamurella paurometabola, en honor al microbiólogo japonés Michio Tsukamura. Entre las especies que forman este género, se han producido otros cambios taxonómicos como en la especie Tsukamurella wratislaviensis, que se reclasificó al género Rhodococcus.

## Taxonomía
Actualmente hay 16 especies descritas con la taxonomía bien establecida y 13 de ellas se han descrito como causantes de infecciones en humanos. 
- Tsukamurella asaccharolytica Teng et al. 2020
- Tsukamurella conjunctivitidis Teng et al. 2020
- Tsukamurella hominis Teng et al. 2018
- Tsukamurella hongkongensis Teng et al. 2016
- Tsukamurella inchonensis Yassin et al. 1995
- Tsukamurella ocularis Teng et al. 2018
- Tsukamurella paurometabola corrig. (Steinhaus 1941) Collins et al. 1988
- Tsukamurella pseudospumae Nam et al. 2004
- Tsukamurella pulmonis Yassin et al. 1996
- Tsukamurella serpentis Tang et al. 2016
- Tsukamurella sinensis Teng et al. 2016
- Tsukamurella soli Weon et al. 2010
- Tsukamurella spumae Nam et al. 2003
- Tsukamurella sputi Teng et al. 2020
- Tsukamurella strandjordii corrig. Kattar et al. 2002
- Tsukamurella tyrosinosolvens Yassin et al. 1997

## Clínica
Las infecciones humanas más comunes están relacionadas sobre todo con bacteriemia asociada a catéteres e infecciones oculares como conjuntivitis y queratitis. Además, se han notificado casos de infecciones relacionadas con implantes y prótesis de rodilla, peritonitis, otitis, neumonía y un caso de meningitis. Además, también se ha descrito un brote en una clínica oncológica posiblemente causado por contaminación de una solución salina.
Se puede diagnosticar fácilmente a nivel de especie mediante secuenciación del gen groEL, aunque también es útil para muchas especies el gen 16S rRNA y el secA1, así como por MALDI-TOF MS.
El tratamiento óptimo no está claro ya que son infecciones poco comunes. La terapia antimicrobiana más usada suele ser una combinación de beta-lactámicos y aminoglucósidos, aunque en casos de bacteriemia por catéter, la retirada de éste suele ser esencial. Se ha observado susceptibilidad a sulfametoxazol, imipenem, cefalosporinas de tercera generación, amikacina y ciprofloxacino, pero resistencia a penicilinas y cefalosporinas de segunda generación. En otros casos se han tratado estas infecciones de forma exitosa con eritromicina y gentamicina, con vancomicina, y con piperaciclina-tazobactam, claritromicina, ciprofloxacino y etambutol. Por otro lado, se ha descrito que Tsukamurella modifica la rifampicina por ribosilación del grupo 23-OH del antibiótico.

## Aislamientos en animales y plantas
En animales hay pocos casos notificados, siendo aislada de la cavidad oral de cobras chinas, de la boca de moscas hematófagas africanas (Glossina palpalis), del grillo topo del sur (Scapteriscus borrellii), del ácaro rojo de las gallinas (Dermanyssus gallinae), de pitón y de ciervo. También se han aislado cepas a partir de plantas como Dracaena cochinchinensis y de raíces.

## Hábitat
Tsukamurella es una bacteria ubicua, distribuida en gran diversidad de ambientes. Así, se ha aislado de ambientes terrestres y aguas residuales, en el suelo de la Antártida y en sedimentos marinos. Además, Tsukamurella se encuentra en lodos de plantas de tratamiento de fangos, y se han aislado bacteriófagos de este género con el objetivo de controlar la acumulación de espuma en estas plantas.